# Кундзіче (гміна Сокулка)
Кундзіче (пол. Kundzicze) — село в Польщі, у гміні Сокулка Сокульського повіту Підляського воєводства.
Населення — 105 осіб (2011).
У 1975—1998 роках село належало до Білостоцького воєводства.

## Демографія
Демографічна структура станом на 31 березня 2011 року:
|          | Загалом | Допрацездатний вік | Працездатний вік | Постпрацездатний вік |
| -------- | ------- | ------------------ | ---------------- | -------------------- |
| Чоловіки | 54      | 13                 | 35               | 6                    |
| Жінки    | 51      | 9                  | 29               | 13                   |
| Разом    | 105     | 22                 | 64               | 19                   |